# 美国罗德岛联邦地区法院
美国罗德岛联邦地区法院 （United States District Court for the District of Rhode Island；引用时缩写为D.R.I.）是美国94个联邦地区法院中唯一位于罗德岛州的。该法院审理后的案件需上诉至第一巡回法院，专利及《塔克法案》相关的案件需上诉至联邦巡回区法院。该法院的司法管辖权覆盖该州全部。